# 34634 Anjalichadha
34634 Anjalichadha è un asteroide della fascia principale. Scoperto nel 2000, presenta un'orbita caratterizzata da un semiasse maggiore pari a 2,7630068 au e da un'eccentricità di 0,1016072, inclinata di 8,44421° rispetto all'eclittica.